# Горишнешеровецкая сельская община
Горишнешеровецкая сельская община (укр. Горішньошеровецька сільська громада) — территориальная община в Черновицком районе Черновицкой области Украины.
Административный центр — село Горишние Шеровцы.
Население составляет 6918 человек. Площадь — 79,6 км².
В соответствии с распоряжением Кабинета Министров Украины от 12 июня 2020 года, в состав общины вошла территория Васлововского, Горишнешеровецкого, Задубровского и Шубранецкого сельских советов упразднённого Заставновского района

## Населённые пункты
В состав общины входят 4 села:
- Горишние Шеровцы
- Васлововский старостинский округ:
  - Васлововцы
- Задубровский старостинский округ:
  - Задубровка
- Шубранецкий старостинский округ:
  - Шубранец